# Kaestneria
Kaestneria es un género de arañas araneomorfas de la familia Linyphiidae. Se encuentra en la zona holártica y Sudeste de Asia. 

## Lista de especies
Según The World Spider Catalog 12.0:
- Kaestneria bicultrata Chen & Yin, 2000
- Kaestneria dorsalis (Wider, 1834)
- Kaestneria longissima (Zhu & Wen, 1983)
- Kaestneria minima Locket, 1982
- Kaestneria pullata (O. Pickard-Cambridge, 1863)
- Kaestneria rufula (Hackman, 1954)
- Kaestneria torrentum (Kulczynski, 1882)